# Öffentliche Bibliothek der Stadtgemeinde Klaipėda

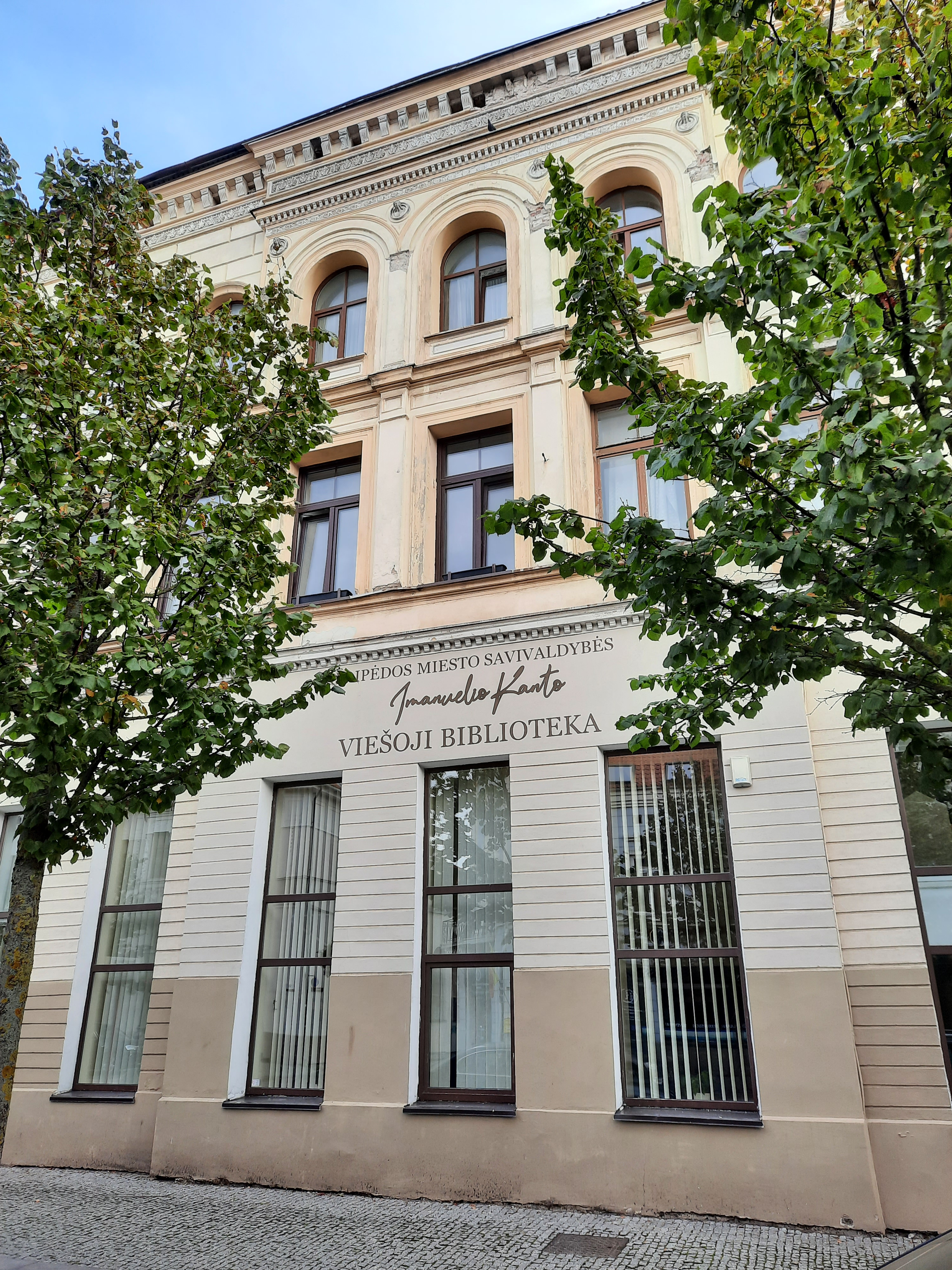
Klaipėda Kantas Bibliothek

Die Öffentliche Bibliothek der Stadtgemeinde Klaipėda (litauisch Klaipėdos miesto savivaldybės viešoji biblioteka) ist eine kommunale öffentliche Bibliothek in der litauischen Hafenstadt Klaipėda. Sie gehört der Stadtgemeinde Klaipėda. Die Bibliothek beschäftigt 75 Mitarbeiter, darunter 55 professionelle Bibliothekare.

## Geschichte
Die Gründung der öffentlichen Bibliothek initiierte 1919 der Verein Liaudies švietimo sąjunga. Er kümmerte sich um die deutsche Kultur im Memelgebiet. Im Februar 1920 beschloss man, eine typische Stadtbibliothek zu errichtet. Sie wurde 1920 gegründet. Seit 1984 wird sie von Direktorin Bronislava Lauciuvienė geleitet.